# Мејо (Мериленд)
Мејо (енгл. Mayo) насељено је место без административног статуса у америчкој савезној држави Мериленд.

## Демографија
По попису из 2010. године број становника је 8.298, што је 5.145 (163,2%) становника више него 2000. године.
| Група             | 2000.         | 2010.         |
| Белци             | 3.001 (95,2%) | 7.634 (92,0%) |
| Афроамериканци    | 40 (1,3%)     | 144 (1,7%)    |
| Азијати           | 21 (0,7%)     | 83 (1,0%)     |
| Хиспаноамериканци | 56 (1,8%)     | 266 (3,2%)    |
| Укупно            | 3.153         | 8.298         |